# Tones Of Home: The Best of Blind Melon

Tones Of Home: The Best of Blind Melon est un album du groupe Blind Melon sorti le 27 septembre 2005.

## Les titres
1. Tones Of Home (from Blind Melon)
2. Change (from Blind Melon)
3. Paper Scratcher (from Blind Melon)
4. No Rain (from Blind Melon)
5. I Wonder (from Blind Melon)
6. Time (from Blind Melon)
7. Galaxie (from Soup)
8. Mouthful Of Cavities (from Soup)
9. Walk (from Soup)
10. Toes Across The Floor (from Soup)
11. 2 X 4 (from Soup)
12. Saint Andrew's Fall (from Soup)
13. Soup (from Soup)
14. Pull (from Nico)
15. Soul One (from Nico)
16. No Rain (ripped away version) (from Nico)
17. Three Is A Magic Number
18. Soak The Sin (live)
19. Deserted (live)